# Francisco de Colonia
Francisco de Colonia (Burgos, c. 1470 - ibídem, 1542), fou un arquitecte i escultor castellà.
Va néixer en una família d'importants artistes d'ascendència alemanya: era net de Juan de Colònia i fill de Simón de Colònia, amb qui va col·laborar en importants obres. Va intervenir a la Col·legiata de Santa Maria de Valladolid, a la catedral Nova de Salamanca i en les obres de la catedral Nova de Plasencia. Així mateix va construir la capella de Sant Domènec del desaparegut convent de Sant Pau de Burgos, de l'Orde dels dominics.
Després de l'enfonsament d'un primer cimbori a la catedral de Burgos, va col·laborar en la construcció d'un segon (1539-1568) fins a la seva mort.
Quant al seu estil, es va mantenir en la utilització de les estructures gòtiques sense assimilar les idees renaixentistes, encara que en la Porta de la Pellejería de la catedral de Burgos va iniciar un estil lligat al plateresc.